# Ernst-Henning Jahn

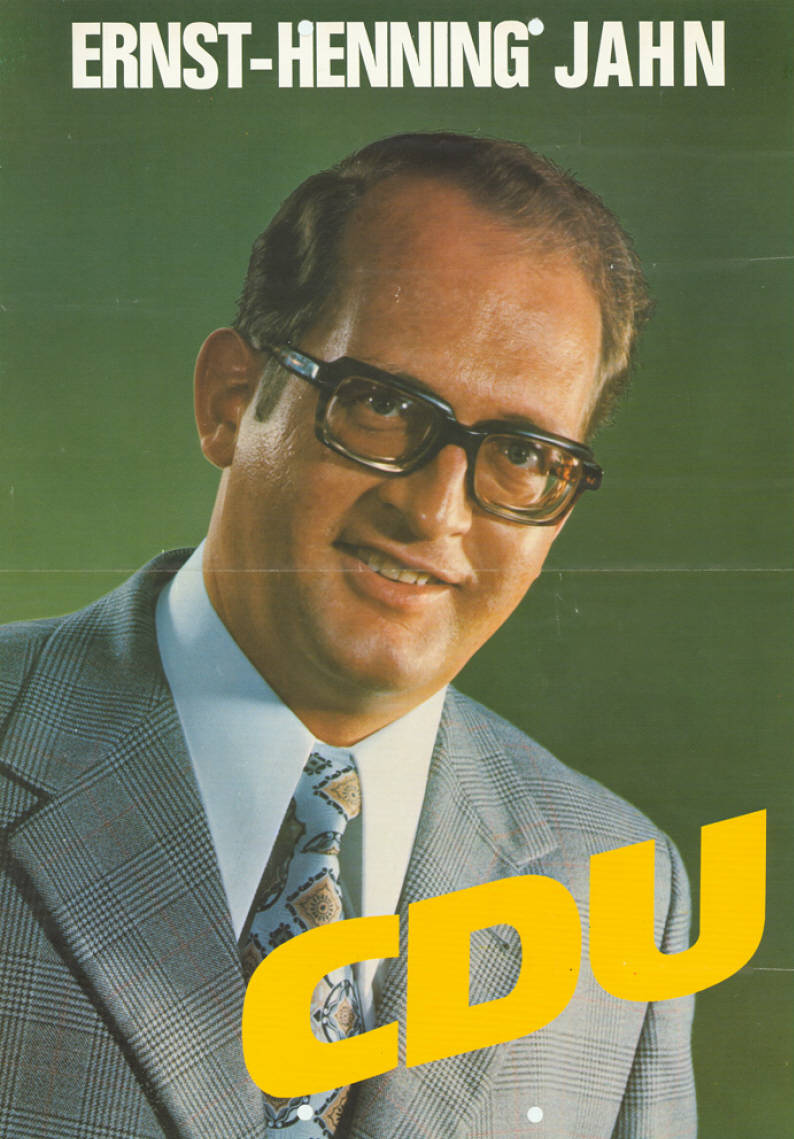
Kandidatenplakat zur Landtagswahl in Niedersachsen 1974

Ernst-Henning Jahn (* 18. August 1938 in Braunschweig; † 30. März 2023 in Watzum) war ein deutscher Politiker (CDU). Er war u. a. von 1970 bis 2003 Mitglied des Niedersächsischen Landtags, von 1990 bis 2003 dessen Vizepräsident und von 1981 bis 1996 Landrat des Landkreises Wolfenbüttel.

## Leben und Beruf
Geboren in Braunschweig wuchs Ernst-Henning Jahn in seinem Heimatdorf Watzum auf, wo er auch die Volksschule besuchte. Nach dem Besuch der Realschule in Schöppenstedt und dem Gymnasium in Wolfenbüttel legte er das Abitur ab. Anschließend studierte er Geschichte, Germanistik und Politikwissenschaft für das Lehramt an Realschulen in Göttingen. Anschließend arbeitete er bis 1970 in Schöppenstedt als Realschullehrer.
Ernst-Henning Jahn lebte mit seiner Ehefrau Alexandra Jahn, geb. Reinhardt, in seinem Heimatdorf bei Wolfenbüttel.

## Partei
Ernst-Henning Jahn trat 1956 mit 18 Jahren in die CDU ein. Von 1970 bis 2002 war er Vorsitzender des CDU-Kreisverbandes Wolfenbüttel, von 1977 bis 1988 war er zudem Landesvorsitzender des CDU-Landesverbandes Braunschweig und vom 23. Februar 1976 bis 6. Februar 1991 stellvertretender Vorsitzender der CDU-Landtagsfraktion.
Im Jahr 1994 war er Ministerkandidat für das Innenressort im Schattenkabinett von Christian Wulff. In diesem Wahlkampf wurde ihm vorgeworfen, einen 20-Jährigen verprügelt zu haben, als dieser CDU-Wahlplakate abreißen wollte. Jahn wurde angezeigt und konnte den Vorwurf nicht aus der Welt schaffen. Auch aus diesem Grund verlor er den für seine Partei als sicher geglaubten Wahlkreis gegen seine SPD-Konkurrentin Gerhild Jahn.

## Abgeordneter
Von 1968 bis 1974 gehörte Jahn dem Rat der Gemeinde Watzum an, nach der Gebietsreform 1974 bis 1991 dem Rat der Gemeinde Uehrde. Von 1968 bis zur Gebietsreform 1974 war er zudem Ratsherr der Samtgemeinde Südelm und seit dem Ratsherr der Samtgemeinde Schöppenstedt. Ebenfalls seit 1968 gehörte Jahn dem Kreistag des Landkreises Wolfenbüttel an, von 1996 bis 2006 war er Vorsitzender der CDU-Kreistagsfraktion.
Dem Niedersächsischen Landtag gehörte er von 1970 (7. Wahlperiode) bis 2003 (14. Wahlperiode) an. Dort betätigte er sich insbesondere im Ausschuss für innere Verwaltung. Von 1990 bis 2003 war er Vizepräsident des Landtages. Bei seinem Ausscheiden aus dem Landtag war er der dienstälteste Abgeordnete.

## Öffentliche Ämter
Jahn war von 1981 bis 1996 ehrenamtlicher Landrat des Landkreises Wolfenbüttel, weiterhin war er Vorstandsmitglied des Niedersächsischen Sparkassen- und Giroverbandes, Beiratsmitglied der Nord/LB und Mitglied der Verbandsversammlung des Großraumverbandes Braunschweig.